# Melanoplus keeleri
Melanoplus keeleri är en insektsart som beskrevs av Thomas, C. 1874. Melanoplus keeleri ingår i släktet Melanoplus och familjen gräshoppor.

## Underarter
Arten delas in i följande underarter:
- M. k. keeleri
- M. k. luridus